# Bewening van de dode Christus

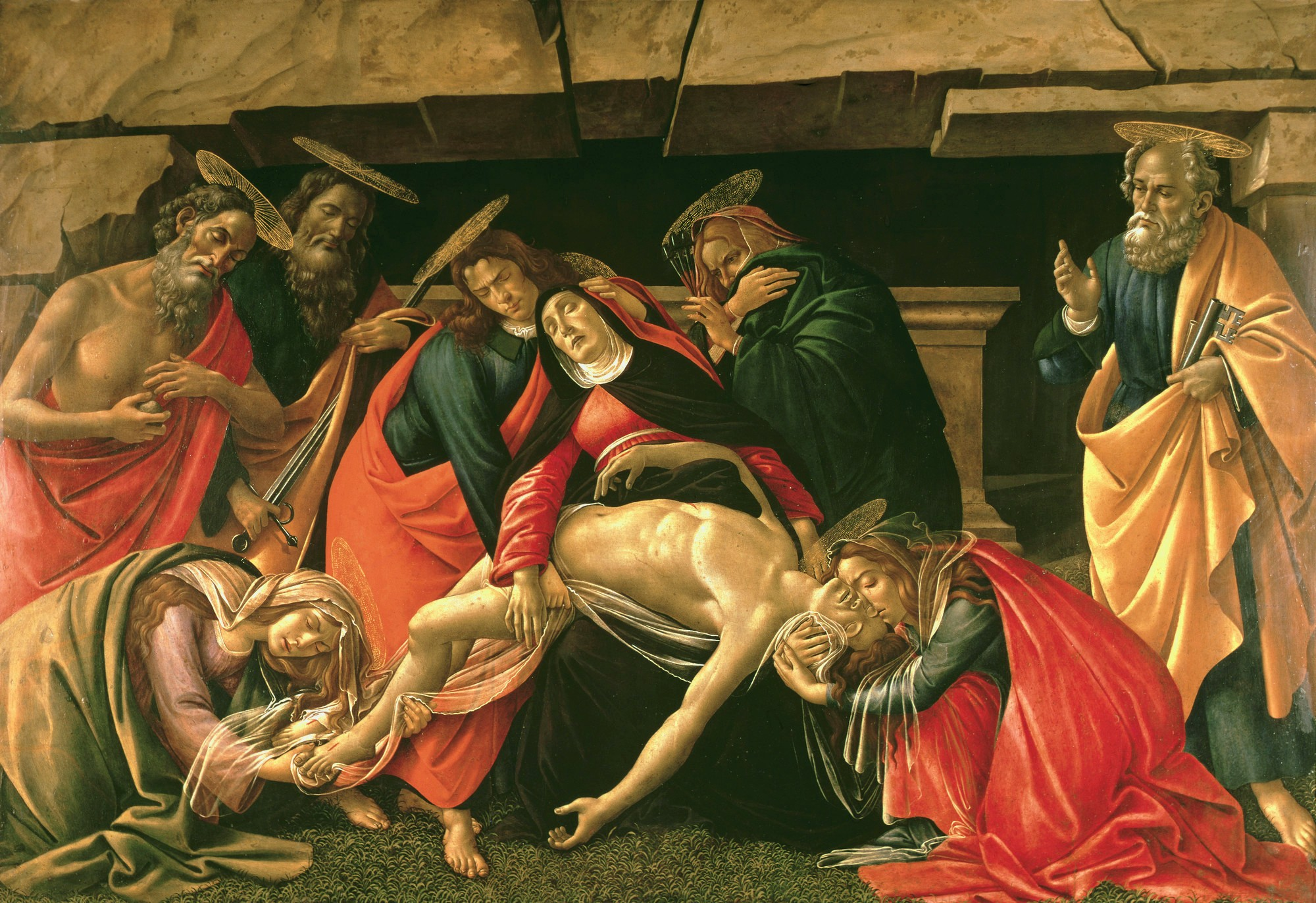
Bewening van de dode Christus, Botticelli. Tempera op paneel. ca. 1490.

De bewening van de dode Christus (Compianto sul Cristo morto) is een schilderij van de Italiaanse renaissancemeester Sandro Botticelli, dat hij afwerkte rond 1490-1492. Het bevindt zich in de Alte Pinakothek te München. Botticelli heeft meer schilderijen over Christus geschilderd, zoals 'Madonna met het boek' en 'de aanbidding der wijzen'. 
Het schilderij toont het bewegingsloze lichaam van Christus, omringd door de Heilige Maagd, Sint Pieter en Maria Magdalena, Sint Johannes de Evangelist, Sint Jeroom en Sint Paulus.
De pathetische expressies van de personages waren een nieuwigheid in Botticelli’s kunst. De spirituele invloed van Savonarola's preken in Florence, omstreeks de tijd dat het werk werd uitgevoerd, zette hem aan om de allegorisch geïnspireerde werken die hem bij de Medici’s zo populair hadden gemaakt, op te geven ten gunste van schilderijen ontstaan uit een intiemere en precieze religieuze reflectie.
Portret van een jonge vrouw (1480-85) · La Primavera (ca. 1482) · Pallas en de centaur (ca. 1482) · De Geboorte van Venus (ca. 1483) · Madonna van het Magnificat (ca. 1483) · Bewening van de dode Christus (ca. 1490) · De Laster van Apelles (ca. 1494-95) · De mystieke geboorte (ca. 1500-01)